# قرار مجلس الأمن التابع للأمم المتحدة رقم 1224
قرار مجلس الأمن التابع للأمم المتحدة رقم 1224، المتخذ بالإجماع في 28 كانون الثاني / يناير 1999، بعد إعادة تأكيد جميع القرارات السابقة بشأن مسألة الصحراء الغربية، مدد المجلس ولاية بعثة الأمم المتحدة للاستفتاء في الصحراء الغربية حتى 11 شباط / فبراير 1999.
طلب القرار من الأمين العام أن يبقي المجلس على اطلاع دائم بالتطورات، بما في ذلك تنفيذ خطة التسوية، والاتفاقات التي تم التوصل إليها بين كل من حكومة المغرب وجبهة البوليساريو، وجدوى ولاية المينورسو.

## روابط خارجية
- نص القرار في undocs.org